# Skład Kancelarii Prezydenta Lecha Kaczyńskiego
Kancelaria Prezydenta Lecha Kaczyńskiego
Szefowie Kancelarii Prezydenta
- Andrzej Urbański – szef Kancelarii i sekretarz stanu od 23 grudnia 2005 do 2 czerwca 2006
- Aleksander Szczygło – szef Kancelarii i sekretarz stanu od 2 sierpnia 2006 do 7 lutego 2007
- Robert Draba – p.o. szefa Kancelarii od 2 czerwca 2006 do 2 sierpnia 2006 i od 7 lutego 2007 do 29 listopada 2007
- Anna Fotyga – szefowa Kancelarii od 29 listopada 2007 do 20 sierpnia 2008
- Piotr Kownacki – szef Kancelarii i sekretarz stanu od 4 września 2008 do 27 lipca 2009; (od 20 sierpnia 2008 do 4 września 2008 p.o. szefa Kancelarii)
- Władysław Stasiak – szef Kancelarii Prezydenta i sekretarz stanu od 27 lipca 2009 do 10 kwietnia 2010
- Jacek Michałowski – p.o. szefa Kancelarii Prezydenta od 10 kwietnia 2010

Zastępcy szefa Kancelarii Prezydenta
- Jacek Sasin – zastępca szefa Kancelarii Prezydenta i sekretarz stanu od 26 listopada 2009 do 6 lipca 2010
- Robert Draba – zastępca szefa Kancelarii od 2 sierpnia 2006 do 9 lipca 2008
- Piotr Kownacki – zastępca szefa Kancelarii od 9 lipca 2008 do 4 września 2008
- Władysław Stasiak – zastępca szefa Kancelarii i sekretarz stanu od 15 stycznia 2009 do 27 lipca 2009

Szefowie Gabinetu Prezydenta
- Elżbieta Jakubiak – szef Gabinetu Prezydenta od 23 grudnia 2005 do 23 lipca 2007
- Maciej Łopiński – szef Gabinetu Prezydenta od 23 lipca 2007 do 6 lipca 2010

Rzecznicy Prezydenta
- Maciej Łopiński – sekretarz stanu od 23 grudnia 2005, Rzecznik Prezydenta RP od 23 grudnia 2005 do 23 lipca 2007
- Michał Kamiński – sekretarz stanu ds. polityki medialnej i Rzecznik Prezydenta RP od 23 lipca 2007 do 16 kwietnia 2009

Sekretarze stanu
- Maciej Łopiński – sekretarz stanu od 23 grudnia 2005 do 6 lipca 2010
- Małgorzata Bochenek – sekretarz stanu ds. współpracy ze służbami odpowiadającymi za bezpieczeństwo państwa od 4 grudnia 2007 do 6 lipca 2010
- Robert Draba – sekretarz stanu ds. prawnych od 28 grudnia 2005 do 9 lipca 2008
- Ryszard Legutko – sekretarz stanu ds. kultury, dziedzictwa narodowego i nauki od 4 grudnia 2007 do 16 kwietnia 2009
- Ewa Junczyk-Ziomecka – sekretarz stanu ds. społecznych od 23 kwietnia 2008 do 24 lutego 2010
- Paweł Wypych – sekretarz stanu ds. społecznych od 30 kwietnia 2009 do 10 kwietnia 2010

Podsekretarze stanu
- Andrzej Duda – podsekretarz stanu od 16 stycznia 2008 do 6 lipca 2010
- Bożena Borys-Szopa – podsekretarz stanu od 21 września 2009 do 6 lipca 2010
- Andrzej Krawczyk – podsekretarz stanu ds. międzynarodowych od 19 stycznia 2006 do 7 lutego 2007
- Lena Dąbkowska-Cichocka – podsekretarz stanu ds. kultury, dziedzictwa narodowego i nauki od 28 grudnia 2005 do 29 października 2007
- Małgorzata Bochenek – podsekretarz stanu w Kancelarii Prezydenta ds. współpracy ze służbami odpowiadającymi za bezpieczeństwo państwa od 16 stycznia 2006 do 4 grudnia 2007
- Ewa Junczyk-Ziomecka – podsekretarz stanu w Kancelarii Prezydenta ds. społecznych od 19 stycznia 2006 do 23 kwietnia 2008
- Mariusz Handzlik – podsekretarz stanu ds. międzynarodowych od 9 października 2008 do 10 kwietnia 2010

Doradcy Prezydenta
- Doradcy etatowi
  - Andrzej Urbański – doradca prezydenta od 9 października 2006 do 28 lutego 2007
  - Artur Piłka – doradca prezydenta ds. sportu od października 2006 do 8 lipca 2007
  - Nelli Rokita – doradca prezydenta ds. kobiet od 14 września 2007 do 8 listopada 2007
  - Lena Dąbkowska-Cichocka – doradca prezydenta ds. kultury, dziedzictwa narodowego i nauki od 29 października 2007 do 8 listopada 2007
  - Andrzej Stelmachowski – doradca prezydenta ds. Polonii od lutego 2007 do 6 kwietnia 2009
  - Paweł Wypych – doradca prezydenta ds. pracy i polityki społecznej od 11 grudnia 2007 do 30 kwietnia 2009
  - Bożena Borys-Szopa – doradca prezydenta ds. społecznych i kontaktów z partnerami społecznymi oraz prawa pracy i bhp od 1 listopada 2008 do 21 września 2009
  - Jacek Sasin – doradca prezydenta od 12 grudnia 2007 do 26 listopada 2009
  - Jan Olszewski – doradca prezydenta ds. politycznych od 10 kwietnia 2006 do 6 lipca 2010
  - Tomasz Zdrojewski – doradca prezydenta ds. zdrowia od kwietnia 2006 do 6 lipca 2010
  - Andrzej Klarkowski – doradca prezydenta, przedstawiciel prezydenta w Radzie CBOS od kwietnia/maja 2006 do 6 lipca 2010
  - Danuta Wawrzynkiewicz – doradca prezydenta ds. finansów publicznych, przedstawicielka Prezydenta w KNF od 1 lutego 2007 do 6 lipca 2010
  - Tomasz Żukowski – doradca prezydenta od stycznia 2008 do 10 kwietnia 2010
  - Andrzej Zybertowicz – doradca prezydenta ds. bezpieczeństwa państwa od stycznia 2008 do 6 lipca 2010
  - Jan Krzysztof Ardanowski – doradca prezydenta ds. wsi i rolnictwa od stycznia 2008 do 6 lipca 2010
  - Anna Gręziak – doradca prezydenta od czerwca 2008 do 6 lipca 2010
  - Marek Surmacz – doradca prezydenta ds. bezpieczeństwa od 1 sierpnia 2008 do 6 lipca 2010
  - Michał Dworczyk – doradca prezydenta od lipca/sierpnia 2009 do 6 lipca 2010
  - Tadeusz Wrona – doradca prezydenta od 1 lutego 2010 do 6 lipca 2010
- Doradcy Społeczni
  - Adam Glapiński – doradca społeczny prezydenta ds. ekonomicznych od 5 lutego 2009 do 17 lutego 2010
  - Michał Kleiber – doradca społeczny prezydenta ds. kontaktów z nauką od 19 stycznia 2006 do 6 lipca 2010
  - Wojciech Szczurek – doradca społeczny prezydenta ds. samorządu od 16 marca 2006 do 6 lipca 2010
  - Marek A. Cichocki – doradca społeczny prezydenta od 11 stycznia 2007 do 6 lipca 2010
  - Ryszard Bugaj – doradca społeczny prezydenta ds. ekonomicznych od 5 lutego 2009 do 6 lipca 2010

Rady przy Prezydencie Rzeczypospolitej Polskiej
- Rada do spraw Edukacji i Badań Naukowych przy Prezydencie RP
  - Jerzy Białas
  - Jerzy Błażejowski
  - Adam Budnikowski
  - Katarzyna Chałasińska-Macukow
  - Andrzej Eliasz
  - Michał Kleiber
  - Andrzej Koźmiński
  - Włodzimierz Kurnik
  - Tadeusz Luty
  - Bronisław Marciniak
  - Karol Musioł
  - Kazimierz Stępień
  - Alojzy Szymański
  - Antoni Tajduś
  - Stanisław Wilk
  - Edmund Wnuk-Lipiński

- Rada do spraw Kombatantów przy Prezydencie RP
  - Edmund Baranowski
  - Czesław Cywiński
  - Lena Dąbkowska-Cichocka
  - Bolesław Hozakowski
  - Marian Kazubski
  - Jerzy Lachowicz
  - Władysław Matkowski
  - Jan Ołdakowski
  - Zbigniew Ścibor-Rylski
  - Jerzy Woźniak
  - Wiesław Wysocki

- Rada do spraw Wsi i Rolnictwa przy Prezydencie RP
  - Jan Krzysztof Ardanowski, Przewodniczący Rady
  - Jerzy Chróścikowski
  - Andrzej Czyżewski
  - Mirosław Drygas
  - Barbara Fedyszak-Radziejowska
  - Jan Górecki
  - Zdzisława Hołubowska
  - Robert Jakubiec
  - Adam Jarubas
  - Józef Kania
  - Andrzej Kowalski
  - Alina Kozińska-Bałdyga
  - Jan Kuś
  - Mariusz Poznański
  - Jerzy Zająkała
  - Katarzyna Zawalińska